# Daniel Garrison Brinton
Daniel Garrison Brinton, född 13 maj 1837 i Thornbury Township, Chester County i Pennsylvania död 31 juli 1899, var en amerikansk etnolog och arkeolog.

## Biografi

### Medicinstudier och inbördeskrig
Daniel Garrison Brinton återvände till medicinstudierna och beviljades  A.M. examen från Medical Department of Yale University 1858. Han tog sin doktorsexamen från Jefferson Medical College 1860. Efter studier i Paris och Heidelberg värvades han som Surgeon of the US Volunteers. I armén blev han medicinsk chef för 11:e armékåren, med överstelöjtnants rang. Han drabbades av värmeslag under hösten 1863. Han vistades därefter i Quincy, Illinois, och tjänstgjorde som superintendent för sjukhus till slutet av kriget. Vid denna tid träffade han sin blivande hustru Sarah Maria Tillson, Paret fick två barn, Robert och Emilia.  

### Verksamhet som läkare
Efter nordamerikanska inbördeskriget som fältläkare i unionistarmén slog han sig efter kriget 1865 ned som praktiserande läkare i Philadelphia. I Pennsylvania bodde han i Media på hörnet av Baltimore Avenue och Lemon Street. Hans första post efter kriget var redaktör för Medical and Surgical Reporter, som var en veckovis medicinsk tidskrift i Philadelphia.  Han innehade den positionen från 1867 till 1887.

### Professor
Utanför läkaryrket bedrev han en stor författarverksamhet. Mera betydande än hans medicinska arbeten blev hans forskningar i Amerikas etnologi. Han intresse för etnologi började redan som student. 1884 utnämndes han till professor i etnologi och arkeologi vid Academy of natural sciences i Philadelphia. Från 1886 fram till sin död var han professor i amerikansk arkeologi och lingvistik vid  University of Pennsylvania. Han var dessutom ordförande för Numismatic and Antiquarian Society of Philadelphia från 1884 till 1889. Han var också aktiv i ett antal antropologiska/etnologiska sällskap utomlands och på kontinenten.

### Rasism
Vid ett tal som president för American Association for the Advancement of Science i augusti 1895 förespråkade Brinton teorier av typen så kallad vetenskaplig rasism. Dessa teorier var genomgående i samhället på 1890-talet. Charles A. Lofgren noterar i sin bok The Plessy Case, att även om Brinton "accepterade den "psykiska enheten" genom hela den mänskliga arten, hävdade han "alla raser var "inte lika begåvade", vilket gjorde några av grupperna mindre mottagliga för  modern upplysning. Brintoin hävdade att vissa har "...en medfödd tendens, konstitutionellt återskapande till civilisationens koder och därför tekniskt kriminella." Vidare menade han att egenskaperna hos "raser, nationer, stammar... tillhandahåller den enda säkra grunden för lagstiftning, inte a priori föreställningar om människors rättigheter."

### Bokutgivning
En särskild insats gjorde Brinton genom att bilda ett förlag, som under hans ledning uteslutande sysselsatte sig med utgivande av originalarbeten rörande de infödda rasernas i Amerika språk och kultur (Library of aboriginal american literature). Jämte dessa samt genom avhandlingar i tidskrifter har Brinton offentliggjort många arbeten. Hans första arbete blev standardverket The floridian peninsula, its literary history, indian tribes and antiquities (1859) men förutom detta publicerade han många andra viktiga fackskrifter.
Inledningen av hans etnologiska studier kom då Daniels bror Joseph Brinton skickade honom till Florida för hans hälsa under vintern 1856-1857. Daniel Garrisson skrev en bok när han var i Florida med titeln The floridian.....  Det var den första av många böcker som han sedan skrev om ämnena etnologi, antropologi och lingvistik i nord- och sydamerikansk kultur och historia. Hans stora verk i åtta volymer som han redigerade sex delar av, Library of Aboriginal American Literature, publicerades på 1880-talet, Verket vann en prismedalj av Société Americaine de France. Hans publikationer efter 1859 innehåller flera etnologiska och lingvistiska verk av större betydelse, såsom The myths of the New world (1868, 2:a upplagan 1896), Essays of an Americanist (1890), The American race (1891), samt Religions of primitive peoples (1897).

### Boksamling
Hans personliga bibliotek, är det enda kvarvarande intakta forskningsbiblioteket för en betydande forskare  som bidraget till utvecklingen av amerikansk antropologi under det sena 1800-talet. Han privata bibliotek bildar kärnan i det antropologiska biblioteket vid University of Pennsylvania. Brintons boksamling består av 4 514 objekt, varav 162 volymer är inbundna samlingar av broschyrer eller avtryck, tidiga reseberättelser, kolonialhistoria, berättelser av indianer i fångenskap, missionsrapporter och översättningar av Bibeln till flera inhemska språk i Nord- och Centralamerika. Material skrivet på spanska, franska, italienska och tyska är också väl representerade i samlingen. Sällsynta illustrationer i arkivet visar miljöer från 1870-1900, fotografier av universitetsmuseets byggnad, museets bibliotek och porträtt av enskilda personer representerade i Brinton Library. John M Weeks har skrivit en bok om The Library of Daniel Garrison Brinton.
De flesta av Daniel Garrison Brintonböcker är lätt tillgängliga på internet Book by Daniel G Brinton på Gutenberg.